# Šimon Pánek
Šimon Pánek (* 27. prosince 1967 Praha) je spoluzakladatelem a výkonným ředitelem společnosti Člověk v tísni, humanitární organizace se sídlem v České republice. Šimon Pánek byl coby studentský aktivista během sametové revoluce v roce 1989 vůdcem několika stávek proti režimu, následně se krátce pohyboval v politice. Je členem Evropské rady pro zahraniční vztahy a zakládajícím členem Rady evropského partnerství pro demokracii.

## Život
Studoval Přírodovědeckou fakultu UK, obor biologie, studium nedokončil. V roce 1988 byl Šimon Pánek hlavním organizátorem humanitární pomoci obětem zemětřesení v Arménii, když společně s Jaromírem Štětinou vyhlásili neoficiální materiální sbírku na pomoc postiženým.
O rok později, v roce 1989, se stal jedním ze „studentských vůdců“ Sametové revoluce v tehdejším Československu. Jmenovali jej do Koordinačního stávkového výboru studentů vysokých škol a za studenty byl členem Občanského fóra. Působil jako zahraniční specialista pro oblast Balkánu a lidských práv v prezidentské administrativě Václava Havla. Po listopadové revoluci byl za Občanské fórum kooptován do Federálního shromáždění, což nepřijal.
Ve volbách roku 1990 byl řádně zvolen do české části Sněmovny národů Federálního shromáždění (volební obvod Severomoravský kraj) za Občanské fórum poté, co ho vynesly z 13. místa preferenční hlasy, ale již v červnu 1990 na mandát rezignoval.

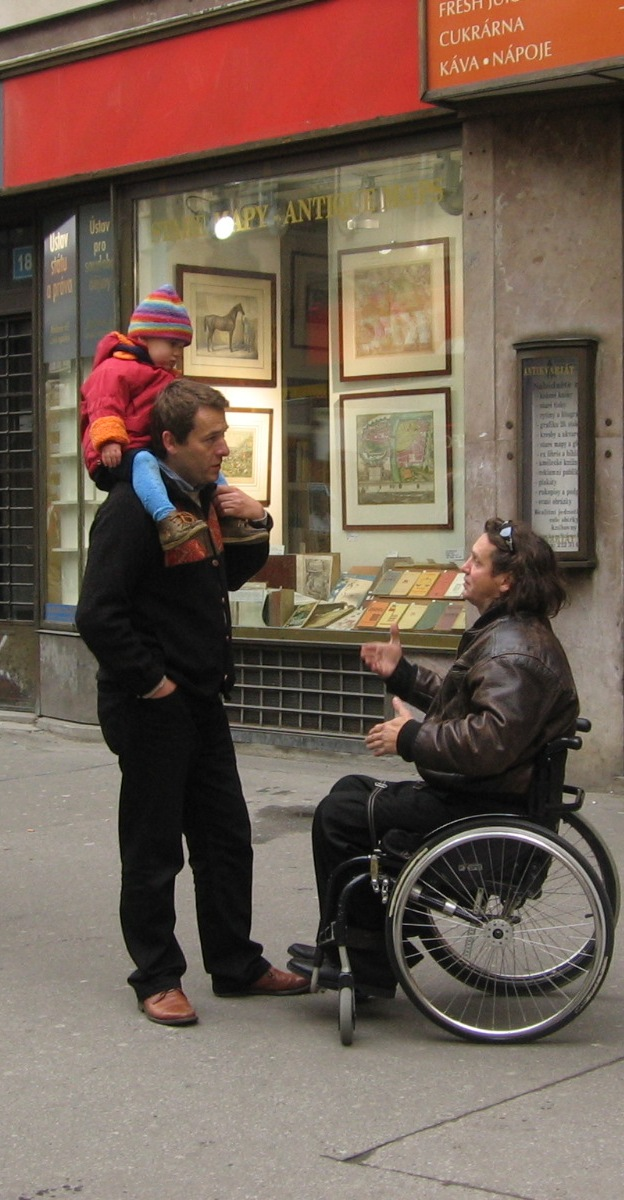
21 let po Sametové revoluci - na Národní třídě s hercem Janem Potměšilem

V roce 1992-1997 spoluzakládal soukromou informační agenturu Epicentrum, přinášející zpravodajství z krizových oblastí světa. V tomto roce již působil v Kanceláři prezidenta republiky a současně se věnoval filmové produkci. Prezident Václav Havel jej na Pražském hradě vyznamenal medailí Za zásluhy za angažovanost ve věcech veřejných v roce 2002. V roce 2003 získal cenu Evropan roku.
V roce 1999 byl jedním ze šesti prvních signatářů výzvy Děkujeme, odejděte!, která razantně vystoupila proti tehdejší vládnoucí elitě a následně přerostla v občanskou iniciativu Sdružení „Děkujeme, odejděte!“. Z dalšího politického směřování se však stáhl.
Mezi lety 2004 a 2010 byl Šimon Pánek předsedou české nevládní rozvojové organizace FoRs. Roku 2010 mu občanské sdružení Post Bellum udělilo Cenu Paměti národa. Od roku 2011 do roku 2013 působil také jako předseda dozorčí rady Aliance 2015, evropské sítě nevládních organizací.
V roce 2010 v rozhovoru pro MF Dnes bývalý prezident Václav Havel uvedl, že by si přál, aby Šimon Pánek v budoucnu kandidoval na prezidenta. Kandidaturu však Pánek prozatím před každými volbami vyloučil.
Od roku 2017 je lektorem European Leadership & Academic Institute (ELAI) v Praze. Od téhož roku je Šimon předsedou nové instituce působící v zemích bývalého Sovětského svazu pod názvem Centrum občanské společnosti Praha.
V roce 2021 mu byla předána Stříbrná medaile předsedy Senátu a v roce 2022 udělena Cena Arnošta Lustiga. Roku 2022 obdržel od ministra Lipavského medaili Za zásluhy o diplomacii. V lednu 2023 byl vyznamenán V. třídou (rytíř) francouzského Řádu čestné legie.
19. ledna 2023 francouzský velvyslanec Alexis Dutertre Šimonu Pánkovi v Buquoyském paláci v Praze předal nejvyšší francouzské státní vyznamenání, Řád čestné legie V. třídy (rytíř). Uvedl, že Pánek vyznává stejné hodnoty jako Francie, zasazuje se na ochranu lidských práv, svobody, solidarity a humanitární činnosti. Ocenil jeho osobní nasazení a přínos neziskové organizace v Česku i v zahraničí. 